# Nova Lîpivka, Tîsmenîțea
Nova Lîpivka (în ucraineană Нова Липівка, în germană Sitauerówka) este un sat în comuna Lîpivka din raionul Tîsmenîțea, regiunea Ivano-Frankivsk, Ucraina. Satul a fost locuit de germanii galițieni.

## Demografie
Componența lingvistică a localității Nova Lîpivka
     Ucraineană (100%)
Conform recensământului din 2001, toată populația localității Nova Lîpivka era vorbitoare de ucraineană (100%).